# Проміс Девід
Проміс Девід (англ. Promise David, нар. 3 липня 2001, Брамптон) — нігерійський і канадський футболіст, нападник бельгійського клубу «Уніон Сент-Жілуаз» та національної збірної Канади. Виступав також за низку європейських клубів. Володар Суперкубка Бельгії та чемпіон Бельгії.

## Клубна кар'єра
Проміс Девід народився 2001 року в канадському місті Брамптон. Розпочав займатися футболом у юнацькій команді клубу «Торонто», пізніше грав у юнацьких командах клубів «Воган Адзуррі», «Трньє» і «Талса». У професійному футболі Девід дебютував 2022 року у складі мальтійської команди «Валетта», та в цьому ж році перейшов до іншої мальтійської команди «Сіренс», у якій грав до 2023 року.
У 2023 році футболіст перейшов до естонського клубу «Нимме Калью», у складі якого грав до 2024 року. У складі естонської команди канадсько-нігерійський нападник був одним з головних бомбардирів команди, та зумів відзначитись 21 забитим м'ячем у 39 проведених матчах за клуб.
У 2024 році Проміс Девід став гравцем бельгійського клубу «Уніон Сент-Жілуаз». У складі команди футболіст у 2024 році став володарем Суперкубка Бельгії, а в сезоні 2024—2025 років став у складі команди чемпіоном Бельгії

## Виступи за збірні
Проміс Девід народився у Канаді від батьків-нігерійців, і в 2022 році викликався до складу молодіжної збірної Нігерії, за яку зіграв у 2 офіційних матчах.
У 2025 році Девід вирішив змінити футбольне громадянство, і дебютував у складі національної збірної Канади 7 червня 2025 року в матчі проти збірної України, в якому відзначився забитим м'ячем. У цьому ж році футболіста включили до складу канадської збірної на домашній для неї Золотий кубок КОНКАКАФ 2025 року.

## Титули і досягнення
- Володар Суперкубка Бельгії (1):

«Уніон Сент-Жілуаз»: 2024
- Чемпіон Бельгії (1):

«Уніон Сент-Жілуаз»: 2024–2025